# Phyteuma confusum
Phyteuma confusum is een plant uit de klokjesfamilie (Campanulaceae). De soort komt voor in het oosten van de Alpen, de Dinarische Alpen en de Karpaten van Roemenië en Oekraïne. De wetenschappelijke naam werd gepubliceerd door Anton Joseph Kerner in 1870.
... · 
P. confusum · 
P. spicatum · 
P. spicatum subsp. nigrum (Zwartblauwe rapunzel) · 
P. spicatum subsp. spicatum (Witte rapunzel) · 
...